# Callum Wilson
Callum Eddie Graham Wilson (27 de febrer de 1992) és un futbolista professional anglès que juga de davanter per l'AFC Bournemouth i per l'equip nacional anglés.